# Ordine di Kinabalu
L'Illustre Ordine di Kinabalu è un ordine cavalleresco dello stato di Sabah.

## Storia
L'ordine è stato fondato il 9 ottobre 1963.

## Classi
L'ordine dispone delle seguenti classi di benemerenza che danno diritto a dei post nominali:
- Gran Commendatore
- Commendatore
- Compagno
- Membro
- Grande Stella
- Stella
- Certificato d'Onore

| Nastri              |        |               |        |          |              |                   |
| Certificato d'Onore | Stella | Grande Stella | Membro | Compagno | Commendatore | Gran Commendatore |

## Insegne
- Il nastro cambia a seconda della classe.

## Insigniti notabili
- 1981 - Mahathir Mohamad[2]